# Ureasa
La ureasa (EC 3.5.1.5) es una enzima que cataliza la hidrólisis de urea a dióxido de carbono y amoníaco. La reacción ocurre de la siguiente manera:
(NH2)2CO + H2O → CO2 + 2NH3
Específicamente, la ureasa cataliza la hidrólisis de la urea para producir amoniaco y carbamato, el carbamato producido es subsecuentemente degradado por medio de una hidrólisis espontánea para producir otra molécula de amoniaco y ácido carbónico. La actividad de la ureasa tiende a incrementar el pH del medio en el que se encuentra debido a la producción de amoniaco. Es producida por bacteria, hongos y varias plantas superiores. La ureasa, funcionalmente, pertenece a la superfamilia de las amidohidrolasas y fosfotriesterasas.
En 1926, James Batcheller Sumner demostró que la ureasa es una proteína al examinar su forma cristalizada. El trabajo de Sumner ayudó a demostrar por primera vez que una proteína pura puede funcionar como una enzima, lo que llevó al reconocimiento de que la mayoría de las enzimas son de hecho proteínas. Gracias a esto, Sumner recibió el Premio Nobel de Química en 1946. La estructura de la ureasa fue resuelta por primera vez por P. A. Karplus en 1995. La ureasa fue la primera enzima en ser cristalizada.

## Características
- Peso molecular: 480 kDa o 545 kDa para la ureasa de frijol.
- Metal en el sitio activo: Níquel (II).
- pH óptimo : 7.24534219998
- Temperatura óptima: 50 °C
- Especificidad enzimática: urea y agua.
- Inhibidor enzimático: metales pesados.
- Sitio activo que requiere níquel en la ureasa de frijol y varias bacterias.[5] Sin embargo, la activación in vitro también se ha logrado con manganeso y cobalto.[6]

La ureasa es producida por bacterias, hongos, levaduras y plantas donde cataliza la degradación de la urea para suministrar a estos organismos una fuente de nitrógeno para su crecimiento. El amoniaco, producto de la reacción, puede ser absorbido y utilizado por los microbios y plantas del suelo, lo que explica el amplio uso de la urea como fertilizante nitrogenado, además de su bajo costo y alto contenido de nitrógeno. En las plantas, la ureasa probablemente participa en vías sistémicas de transporte de nitrógeno y posiblemente actúa como una proteína de defensa tóxica. Una de las ureasas bacterianas más frecuentemente estudiadas es la de Helicobacter pylori, ya que ha estado implicada en úlceras pépticas y cáncer de estómago.
En las plantas, la ureasa está ampliamente distribuida en semillas de leguminosas y se piensa que desempeña un papel importante en la germinación y en la defensa química de semillas. Las ureasas vegetales, poseen propiedades insecticidas. La ureasa actúa como un factor de virulencia en las infecciones humanas y animales de los tractos urinario y gastrointestinal, participando en la formación de cálculos renales, incrustaciones de catéteres, pielonefritis, encefalopatía amoniacal, coma hepático e infecciones del tracto urinario.

### Estructura
Las ureasas bacterianas están compuestas por tres subunidades distintas, una grande (α 60-76 kDa) y dos pequeñas (β 8-21 kDa, γ 6-14 kDa) que forman usualmente (αβγ) 3 trímeros con una estructura simétrica de 2 pliegos, son enzimas ricas en cisteína.
La ureasa de la especie Helicobacter, está compuesta de dos subunidades, α(26-31 kDa)-β(61-66 kDa), y se ha demostrado que forma un complejo supramolecular dodecamérico (12 subunidades) de subunidades α-β repetidas, cada par acoplado de subunidades tiene un sitio activo, para un total de 12 sitios activos.
Las ureasas de las plantas y hongos se componen de subunidades idénticas, comúnmente ensambladas como trímeros y hexámeros. Por ejemplo, la ureasa del frijol tiene dos subunidades estructurales y una subunidad catalítica. La subunidad α contiene el sitio activo y está compuesta de 840 aminoácidos por molécula (90 cisteínas).  Otros ejemplos de estructuras homohexaméricas de las ureasas vegetales son las de las enzimas de las semillas de soya, de guandú y de algodón.

## Sitio activo
El sitio activo de todas las ureasas conocidas se localiza en las subunidades α. Es un centro de níquel dimérico bis-μ-hidroxo, con una distancia interatómica de ~ 3.5 Å, los experimentos de susceptibilidad magnética han indicado que, en la ureasa de frijol, los iones Ni (II) coordinados octaédricamente de alto spin están ligeramente acoplados de forma antiferromagnética. Estudios de espectroscopia de absorción de rayos X de Canavalia ensiformis, Klebsiella aerogenes y Sporosarcina pasteurii confirman 5-6 iones níquel coordinados exclusivamente con ligandos O / N (dos imidazoles por níquel).
Las moléculas de agua se localizan hacia la apertura del sitio activo y forman un clúster tetraédrico que llena la cavidad a través de enlaces de hidrógeno, aquí es donde la urea se une al sitio activo para la reacción, desplazando a las moléculas de agua. Los residuos de aminoácidos participan en la unión del sustrato, principalmente mediante enlaces de hidrógeno, estabilizando el estado de transición y acelerando la reacción. Además, los residuos de aminoácidos implicados en la arquitectura del sitio activo componen parte de la solapa móvil del sitio, que se dice que actúa como una compuerta para el sustrato. Los residuos de cisteína son comunes en la región de las solapas de las enzimas.
Además de la urea, se han identificado otros sustratos de la ureasa: semicarbazida, formamida, acetamida, N-metilurea, N-hidroxiurea, fenilfosforodiamidato, triamida N-(3-metil-2-butenil) fosfórica, triamida fosfórica, triamida N-benzoilfosfórica, diamidofosfato, fosforamidato y otras amidas o ésteres de ácido fosfórico, tiourea y tioacetamida. La velocidad de hidrólisis de todos estos sustratos es mucho menor en comparación con la de la urea.

## Mecanismos propuestos

### Blakeley/Zerner
Un mecanismo para la catálisis que lleva a cabo la ureasa fue propuesto por Blakely y Zerner. Comienza con un ataque nucleofílico por el oxígeno del carbonilo de la molécula de urea sobre el Ni (Ni-1) pentacoordinado. Un ligando de agua débilmente coordinado es desplazado en su lugar. Un par de electrones libre de uno de los átomos de nitrógeno de la urea crea un doble enlace con el carbono central y el NH2+ resultante del sustrato coordinado interactúa con un grupo cercano cargado negativamente. Blakeley y Zerner propusieron que este grupo cercano fuera un ion carboxilato. 
Un ligando hidróxido en el Ni hexacoordinado es desprotonado por una base. El carbono carbonílico es posteriormente atacado por el oxígeno electronegativo. Un par de electrones del doble enlace nitrógeno-carbono regresa al nitrógeno y neutraliza la carga sobre él, mientras que el carbono, ahora tetracoordinado, asume una orientación tetraédrica intermedia.
La ruptura de este intermediario es ayudada por un grupo sulfhidrilo de una cisteína situada cerca del sitio activo. Un hidrógeno se une a uno de los átomos de nitrógeno, rompiendo su enlace con el carbono, liberando una molécula de NH3. Simultáneamente, se rompe el enlace entre el oxígeno y el níquel hexacoordinado. Esto deja un ion carbamato coordinado con el Ni pentacoordinado, que luego es desplazado por una molécula de agua, regenerando la enzima. El carbamato producido se degrada espontáneamente para producir otra molécula de amoniaco y ácido carbónico.

### Hausinger/Karplus
El mecanismo propuesto por Hausinger y Karplus se centra en las posiciones de las cadenas laterales que forman el bolsillo de unión a la urea. A partir de las estructuras cristalinas de la ureasa de K. aerogenes, se argumentó que la base general utilizada en el mecanismo de Blakely, His320, se encuentra demasiado lejos del agua unida a Ni2 para poder desprotonar con el fin de formar el hidróxido. Además, no se identificó el ligando ácido necesario para protonar al nitrógeno de la urea. Hausinger y Karplus sugieren un esquema de protonación inversa, en el que una forma protonada del ligando His320 desempeña el papel del ácido y el agua unida a Ni2 ya está en estado desprotonado. El mecanismo sigue el mismo camino, con la base general omitida (ya que no hay más necesidad de ella) y His320 donando su protón para formar la molécula de amoníaco, que después es liberada de la enzima. Aunque la mayoría de los ligantes His320 y el agua ligada no se encuentran en sus formas activas (protonadas y desprotonadas, respectivamente), se calculó que aproximadamente el 0.3% de la enzima ureasa total estaría activa en cualquier momento. 

### Ciurli/Mangani
El mecanismo propuesto por Ciurli y Mangani es uno de los puntos de vista más recientes y actualmente aceptados del mecanismo de la ureasa y se basa principalmente en las diferentes funciones de los dos iones de níquel en el sitio activo. Uno de los iones de níquel se une y activa la urea, el otro ion se une y activa la molécula de agua. La urea entra en la cavidad del sitio activo cuando la solapa móvil está abierta. La estabilidad de la unión de la urea al sitio activo es conseguida a través de una red de enlaces de hidrógeno, orientando el sustrato en la cavidad catalítica. La urea se une al níquel pentacoordinado (Ni1) con el átomo de oxígeno del carbonilo. Se aproxima al níquel hexacoordinado (Ni2) con uno de sus grupos amino y, posteriormente, se forma un puente con los dos centros de níquel. La unión del átomo de oxígeno a Ni1 se estabiliza a través del estado de protonación de Hisα222Nԑ. El cambio conformacional del estado abierto al cerrado de la solapa genera un reordenamiento del grupo carbonilo Alaα222 de tal manera que su átomo de oxígeno apunta a Ni2. Alaα170 y Alaα366 están ahora orientadas de tal manera que sus grupos carbonilos actúan como aceptores de enlaces de hidrógeno hacia el grupo NH2 de la urea, ayudando así a su unión a Ni2. La urea es un ligando quelante muy pobre debido al bajo carácter de base de Lewis de sus grupos NH2. Sin embargo, los oxígenos del grupo carbonilo de Alaα170 y Alaα366 aumentan la basicidad de los grupos NH2 y permiten la unión a Ni2. El posicionamiento de la urea en el sitio activo es inducido por las características estructurales de los residuos del sitio activo que están posicionados para actuar como donadores de puentes de hidrógeno en la proximidad de Ni1 y como aceptores en la proximidad de Ni2. 

## Usos

### Diagnóstico microbiológico

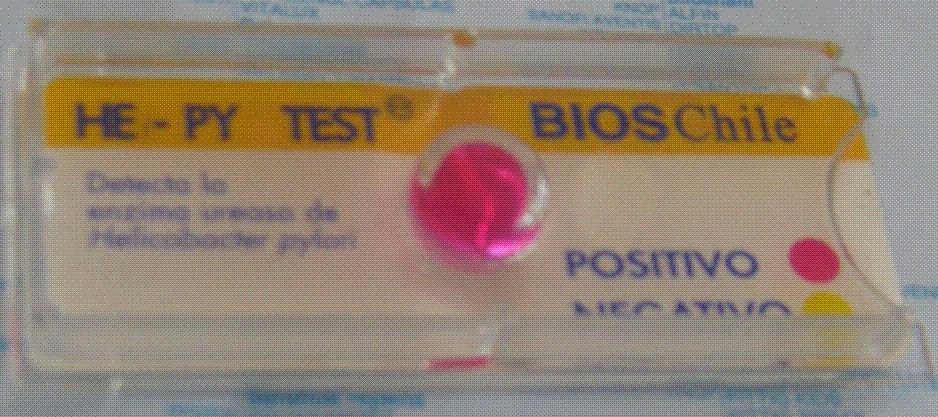
Prueba de ureasa.

Los organismos que producen ureasa tienden a ser patógenos del tracto gastrointestinal o urinario, siendo que la ureasa les permite neutralizar el ácido presente en estos medios acídicos.
Los patógenos ureasa positivos, incluyen:
- Helicobacter pylori.
- Bacterias entéricas incluyendo Proteus, Klebsiella y Morganella.
- Nocardia, una bacteria filamentosa.
- Ureaplasma urealyticum, relacionada con Mycoplasma.
- Cryptococcus, un hongo oportunista.
- Coccidioides imitis, un hongo patógeno primario, ascomiceto.

#### Prueba de la Ureasa
Se cultiva el microorganismo en agar inclinado de Christensen. Este medio se complementa después del autoclavado con 50ml/l de urea. Esta será degradada por aquellos microorganismos capaces de producir la enzima ureasa. Esta degradación produce amoníaco (aunque también dióxido de carbono, pero en menor cantidad) que hará variar el color del indicador de amarillo a rojo, poniéndose así de manifiesto la actividad de la ureasa.
Para revelar el resultado de esta prueba es importante tener en cuenta el tiempo de incubación ya que especies de Proteus vuelven alcalino el medio poco después de la inoculación y sus resultados deben ser leídos en las primeras 2-6 horas, mientras que Citrobacter freundii y Klebsiella pneumoniae tienen actividad ureasa dentro de las 24-48 horas de incubación.
Imagen:

### Indicador de la calidad de proceso en alimentos
La evaluación de la actividad ureásica residual en algunos productos alimenticios (como la soja) es habitualmente empleada como indicador de la eficacia del tratamiento de inhibición térmica que es sometido el producto, el cual es utilizado para inactivar antinutrientes o factores antinutricionales, de naturaleza proteica y diferente termoestabilidad (tales como inhibidores de tripsina y de la quimotripsina, lectinas, taninos, fitatos y saponinas); esto ya que la Ureasa es igualmente inactivada en este proceso, lo que ocasiona que también disminuya notoriamente la actividad ureásica que está presente en la soja después del tratamiento térmico.

## Inhibidores
La ureasa es altamente sensible a las cantidades de trazas de iones de metales pesados. Se demostró que la inhibición de la ureasa por estos iones resulta de la reacción con grupos sulfhidrilo en el sitio activo de la enzima. La reacción es análoga a la formación de sulfuros metálicos. Por lo tanto, los metales que forman los sulfuros más insolubles son los inhibidores más fuertes de la ureasa. La inhibición por Ag+ y Hg2+ es tan fuerte que las concentraciones en el rango de 10-6M pueden inactivar a la ureasa totalmente.
Algunos compuestos orgánicos también pueden inhibir a la ureasa. Entre ellos se encuentran análogos de urea, incluyendo ureas alquiladas, tioureas, hidroxiurea e hidroxámicos, fosforamidas, tioles, ácidos bóricos, ácidos borónicos, fluoruro.